# IEEEアレクサンダー・グラハム・ベル・メダル

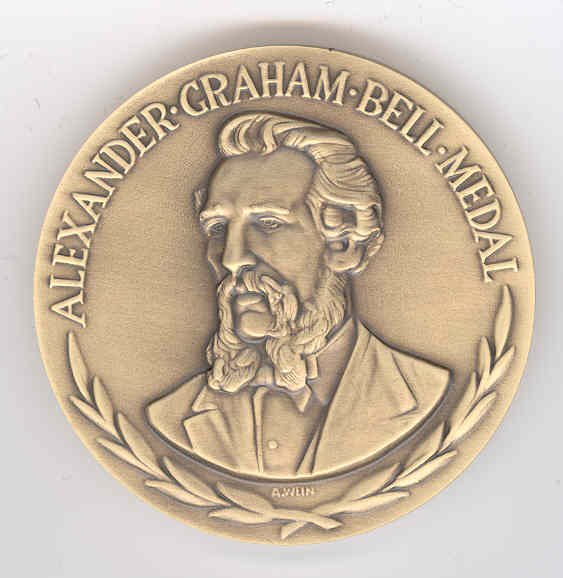
実際のメダル (Photo courtesy: IEEE)

IEEEアレクサンダー・グラハム・ベル・メダル（アイトリプルイー アレクサンダー・グラハム・ベル・メダルIEEE Alexander Graham Bell Medal）は、電気通信の分野で「通信科学および工学の発展への並外れた貢献」に対して贈られる賞である。通信科学および通信工学の分野でIEEEが授与する最高のメダルである。
なお、単にベルメダルとも呼ばれるが、ナショナルジオグラフィック協会が授与するアレクサンダー・グラハム・ベル・メダルもあるため、注意が必要である。

## 概要
1976年、世界最大の工学系学会である Institute of Electrical and Electronic Engineers (IEEE) がアレクサンダー・グラハム・ベルの電話発明100周年を記念して創設した。個人または2名か3名のチームに対して贈られる。
IEEEはこの賞について次のように説明している。
1876年のアレクサンダー・グラハム・ベルによる電話の発明は電気工学技術における一大イベントだった。それによって世界中で通信業が発達し、人々の生活を劇的に改善した。ベル個人は、科学者や工学者が人類に貢献できることを示す好例である。
受賞者には、金メダル、ブロンズ製レプリカ、賞状、賞金が贈られる。ノキアとベル研究所がスポンサーとなっている。

## 受賞者
IEEEによる受賞者のリストがある。
- 1976年 - Amos E. Joel, Jr.、William Keister、Raymond W. Ketchledge（電話交換機）
- 1977年 - Eberhardt Rechtin（宇宙開発での通信技術）
- 1978年 - M. Robert Aaron、John S. Mayo、Eric E. Sumner（高速デジタル通信）
- 1979年 - A. Christian Jacobaeus（交換網）
- 1980年 - Richard R. Hough（電子交換機）
- 1981年 - David Slepian（通信理論）
- 1982年 - Harold A. Rosen（静止通信衛星）
- 1983年 - Stephen O. Rice（通信理論）
- 1984年 - アンドリュー・ビタビ（通信理論）
- 1985年 - チャールズ・カオ（光ファイバー通信）
- 1986年 - Bernard Widrow（適応フィルタ、エコー除去、ノイズキャンセラなど）
- 1987年 - Joel S. Engel、Richard H. Frenkiel、William C. Jakes, Jr.（携帯電話システム）
- 1988年 - ロバート・メトカーフ（イーサネット）
- 1989年 - Gerald R. Ash、Billy B. Oliver（動的非階層的ルーティング、DNHR）
- 1990年 - ポール・バラン（パケット交換）
- 1991年 - C. Chapin Cutler、John O. Limb、Arun N. Netravali（画像および動画のための予測符号）
- 1992年 - James L. Massey（FEC、マルチユーザー通信、暗号システム）
- 1993年 - Donald C. Cox（個人用移動体通信）
- 1994年 - 猪瀬博（デジタル通信）
- 1995年 - アーウィン・M・ジェイコブス（電気通信への事業的貢献、元クアルコム会長）
- 1996年 - 関本忠弘（デジタル通信衛星、電気通信への事業的貢献、元日本電気会長）
- 1997年 - ヴィントン・サーフ、ロバート・カーン（インターネット、TCP/IP）
- 1998年 - Richard E. Blahut（代数的符号理論とデジタル信号処理の融合による誤り検出訂正）
- 1999年 - David G. Messerschmitt（デジタル通信のVLSI化）
- 2000年 - ウラジーミル・コテルニコフ（情報理論）
- 2001年 - 受賞者なし
- 2002年 - 中原恒雄（光ファイバー製造技術）[4]
- 2003年 - Joachim Hagenauer（符号理論）[4]
- 2004年 - 受賞者なし
- 2005年 - Jim K. Omura（スペクトラム拡散、公開鍵暗号）[4]
- 2006年 - John Wozencraft（畳み込み符号の逐次復号）[4]
- 2007年 - ノーマン・エイブラムソン（ランダム多元接続通信）[4]
- 2008年 - Gerard J. Foschini（MIMO）[4]
- 2009年 - Robert McEliece（誤り訂正符号、深宇宙通信）[4]
- 2010年 - John Cioffi（ADSLの基盤となったDTM (Discrete Multi-Tone)）[4]
- 2011年 - Arogyaswami Paulraj（MIMO）[5]
- 2012年 - レナード・クラインロック（パケット交換）
- 2013年 -  Andrew Chraplyvy, Robert Tkach
- 2014年 - Dariush Divsalar
- 2015年 - Frank Kelly
- 2016年 - Roberto Padovani
- 2017年 - H. Vincent Poor
- 2018年 - Nambirajan Seshadri
- 2019年 - Teresa Huai-Ying Meng
- 2020年 - Rajiv Laroia
- 2021年 - Nick W. McKeown
- 2022年 - P. R. Kumar
- 2023年 - インゲボルグ・ホフマイヤー, Erwin Hochmair
- 2024年 - Jennifer Rexford
- 2025年 - Richard D. Gitlin